# یواس‌اس دوک د لوزان (۱۷۸۲)
یواس‌اس دوک د لوزان (۱۷۸۲) (به انگلیسی: USS Duc de Lauzun (1782)) یک کشتی بود. این کشتی در سال ۱۷۸۲ ساخته شد.